# Acțiunea literară
Acțiunea literară a fost un supliment literar al gazetei Acțiunea Buzăului care apărea la Buzău de două ori pe lună în perioada 10 octombrie 1939 - 5 decembrie 1939 și din octombrie până în decembrie 1940 sub directa îndrumare a lui George Gh. Pâslaru. Revista avea dictonul: „Caracterul revistei noastre este strict literar. Pe linia creațiilor literare noi cinstim: credința, aprinzând lumini peste umbletul lui Hristos în țara noastră; românismul, pe care-l vedem slujit mai mult pe tăria dacică decât pe pompoasa fală latină.”
În cadrul revistei bilunare buzoiene au semnat:
- poeții: Margareta Isbășoiu, Dem. Iliescu și Ion Caraion;
- scriitorii: N. Niculescu, Clemența Beșchea, N. Alexandrescu-Toscani, N. Bucuroiu, Geo Dobrescu, Lya Huțu;
- traduceri efectuate de: Dem. Iliescu (din lirica italiană), Traian Mărculescu.
- Cronica literară a fost susținută de: N. Niculescu, Criticus, Alexandru Lungu;
- Publicistica a fost reprezentată de: Nichifor Crainic (Un Eminescu monumental), N. Niculescu, George Gh. Pâslaru, N. N. Manolescu, Ion Coman, Bucur Țincu.

S-au remarcat în cadrul revistei la rubrica „Condicar”: Ion Biberi și Emil Botta, și au fost criticați Nicolae Iorga și Eugen Lovinescu.